# Barroccio

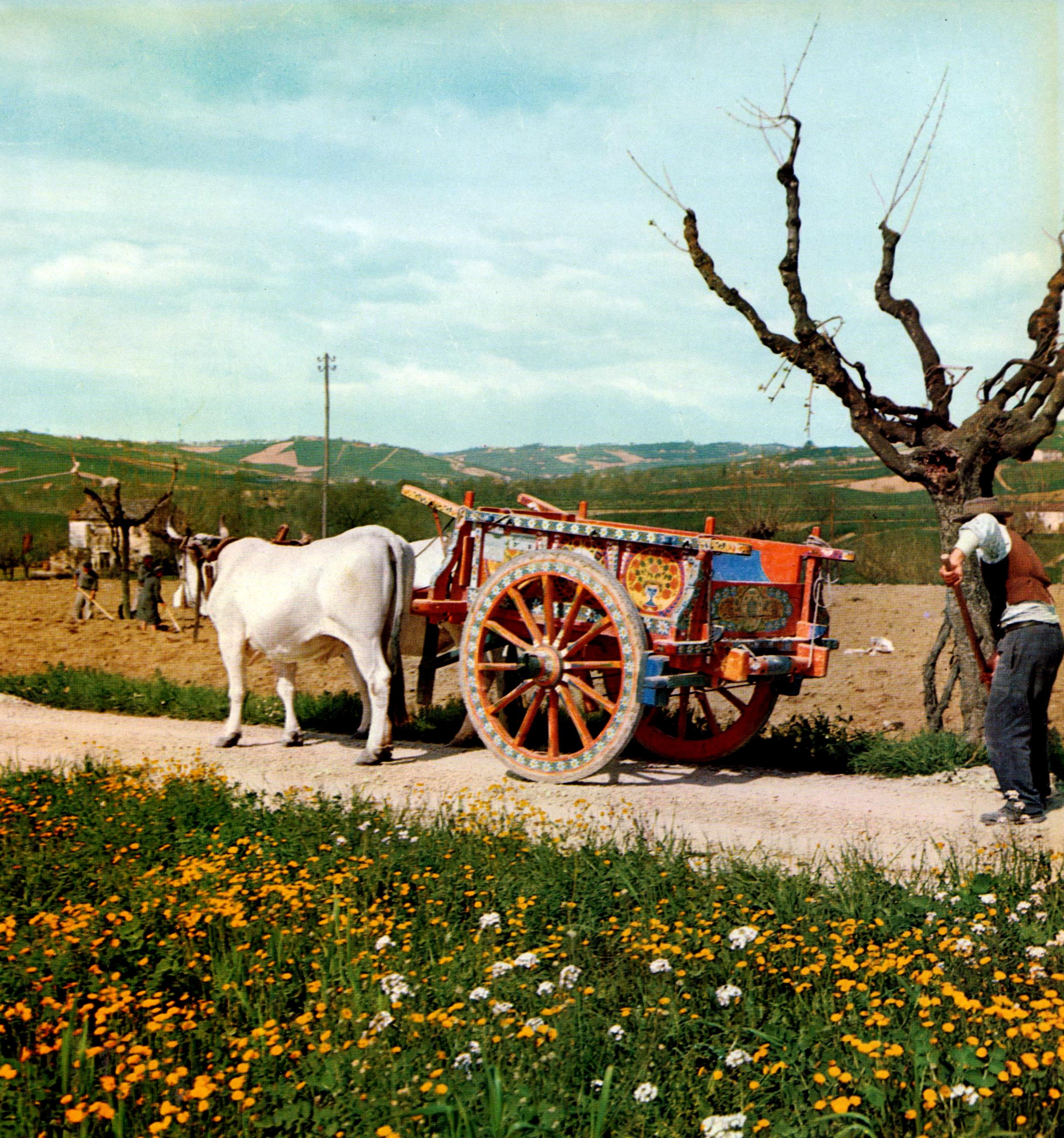
Biroccio marchigiano negli anni sessanta del Novecento

Il barroccio, regionalmente anche barrozza o biroccio, dal latino birotium, compl. di bi-rotus "a due ruote", è un veicolo a due ruote, utilizzato principalmente per trasportare oggetti. L'evoluzione di tale mezzo di trasporto è il calesse.

## Utilizzo
Si tratta di un classico veicolo a trazione animale per il trasporto di cose, che trovò largo impiego nel passato fino ai primi del Novecento, quando prese il sopravvento la locomozione meccanica. Il barroccio (biroccio o barrozza nel centro Italia) era utilizzato in Europa soprattutto in ambito agricolo; nel suo significato più ampio in epoca premoderna era da intendersi come veicolo a due ruote per il trasporto di persone o cose o altri fini. Il termine con cui esso era designato è declinato anche nelle lingue tedesca ("birutsche") e francese ("brouette" o più precisamente "charrette"). Carri del tutto analoghi sono ancor oggi diffusi in ogni continente.